# HMS Westminster (F237)
Za druge ladje glejte HMS Westminster.
HMS Westminster (F237) je fregata razreda type 23 Kraljeve vojne mornarice.